# Nitijeļā
La Legislatura de las Islas Marshall (marshalés: Nitijeļā, [nʲidˠiːzʲɛlˠæ]) es el órgano unicameral que ostenta el poder legislativo de Islas Marshall.

## Historia
El Congreso Bicameral de las Islas Marshall se estableció en julio de 1950. Las dos cámaras eran la Cámara de Iroij y la Cámara de la Asamblea. Kabua Kabua fue el presidente de la Cámara de Iroij en 1953 y Atlan Anien fue el presidente de la Cámara de la Asamblea en el mismo año.
El Congreso fue reformulado como unicameral en 1958. Los miembros fueron elegidos por un período de 4 años. El congreso fue presidido por Atlan Anien en 1959, Amata Kabua en 1962 y Dwight Heine en 1963 y 1964
La legislatura, "Nitijeļā", fue establecida en su forma actual en 1979 por la Constitución de las Islas Marshall.